# Pierre-Louis Esvelin
Pierre-Louis Esvelin, né le 14 mai 1868 à Gâvres et mort le 18 décembre 1961 à Lorient, est un avocat, maire de Lorient du 19 mai 1912 au 10 décembre 1919.

## Biographie
Pierre-Louis Esvelin fait des études secondaires à Sainte-Anne-d'Auray et à Vannes et des études de droit à la faculté de droit de Rennes. Il commence sa carrière comme clerc d'avoué puis avoué. Il vend son étude en 1907 pour entrer au barreau de Lorient. Il plaide comme avocat pendant de nombreuses années.
Il s'engage en politique avec son collègue et ami Louis Nail.
Il est sur la liste de Louis Nail, maire de Lorient, lors des élections municipales de Lorient des 5 et 12 mai 1912. Lors de la séance d'installation du conseil municipal qui se déroule le 19 mai, Louis Nail annonce qu'il n'est pas candidat au poste de maire, ne voulant pas cumuler avec sa fonction de député. Pierre-Louis Esvelin, radical-socialiste, est élu maire de Lorient.
La mobilisation des armées est ordonnée le 2 août 1914. Pierre-Louis Esvelin déclare lors d'une séance du conseil municipal : « Messieurs, la ville de Lorient nous offre, depuis quelques jours, un spectacle dont chacun de nous a pu apprécier la grandeur. L'œuvre de la mobilisation s'est accomplie dans l'ordre le plus parfait. Pas un heurt. Pas le moindre incident. Partout nos concitoyens se sont employés à faciliter aux officiers, aux sous-officiers et à leurs troupes les moyens d'accomplir utilement leur mission. (...) Chacun a tenu à collaborer, dans la mesure de ses ressources et de ses forces, à l'œuvre commune, œuvre de foi patriotique et de défense nationale. (...) Nous avons, pendant trois ou quatre jours,  caserné un contingent de 22 000 hommes. (...) Il ne reste dans la place que 14 000 hommes de troupe environ (...) ».
Confronté aux drames de la guerre, Pierre-Louis Esvelin fait face avec courage, il dope les énergies défaillantes, pleure avec les familles endeuillées et ravive le sentiment patriotique.
Lors de l'élection municipale de décembre 1919, Pierre-Louis Esvelin de se représente pas et laisse la place à Édouard Labes.
Il retrouve sa profession d'avocat, devient bâtonnier et anime avec son épouse de nombreuses œuvres sociales. Une rue de Lorient porte son nom.